# Hermann Kober
Hermann Kober (Beuthen, 1888 – Birmingham, 1973. október 4.) német matematikus. Zsidó családba született Sziléziában, a Harmadik Birodalom hatalomra kerülése után az Egyesült Királyságba menekült. Erdélyi Artúrral együtt találta fel az Erdélyi–Kober-operátort.